# كندا خلال الحربين العالميتين وسنوات ما بين الحربين

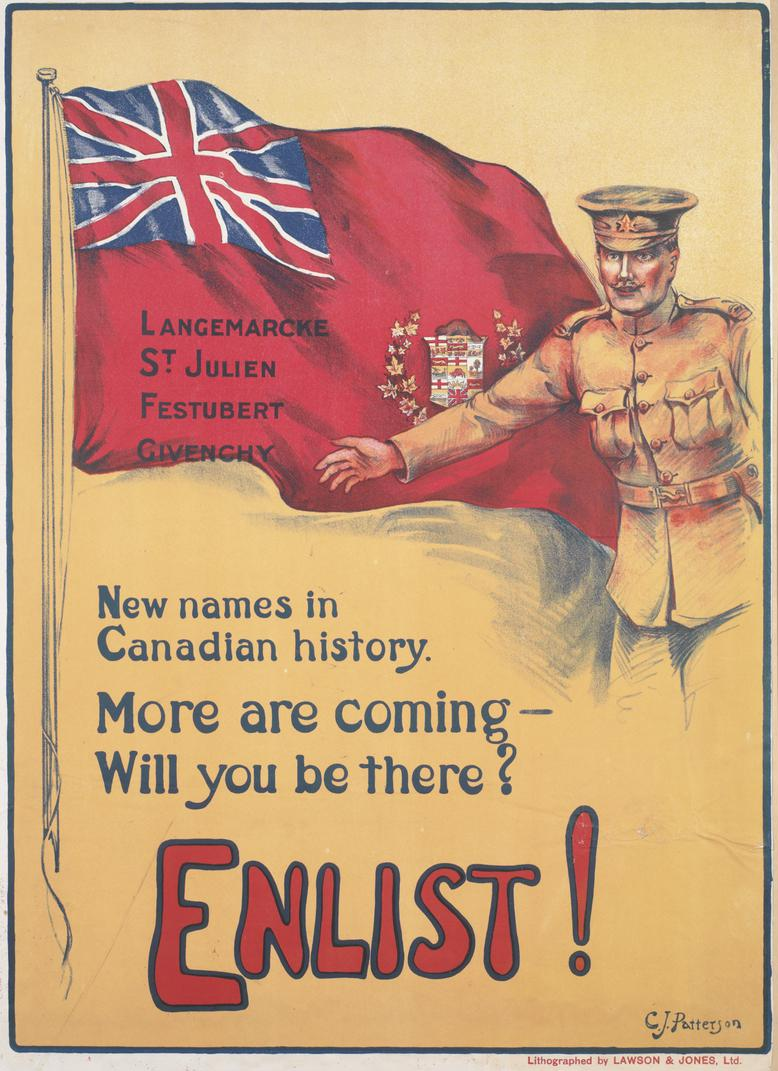
ملصق دعوة للتجنيد بكندا في الحرب العالمية الأولى.

شهدت كندا خلال الحربين العالميتين وسنوات ما بين الحربين مكاسب اقتصادية كبيرة ومزيدًا من الحرية للمرأة وكثيرًا من التقدم التكنولوجي.

## الحرب العالمية الأولى

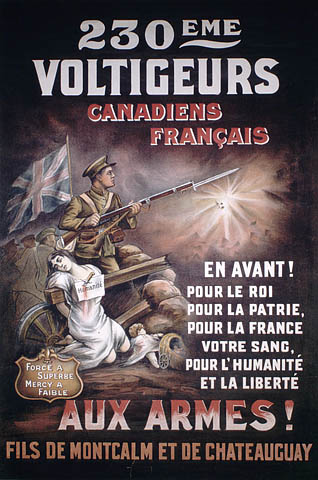
ملصق إعلاني يشجع الكنديين الفرنسيين للمشاركة في الحرب

في 28 يونيو 1914، اغتيل فرانز فرديناند، أرشيدوق النمسا-المجر، ما أدى إلى سلسلة من الأحداث التي أدت إلى اندلاع الحرب العالمية الأولى. في ذلك الوقت، كان الكنديون أكثر اهتمامًا بشؤون بلادهم الداخلية مقارنة بالشؤون الأوروبية، وخاصة في البلقان حيث كانت الأزمات والحروب الوحشية الدائمة خطرًا يهدد الأجيال. شهد صيف عام 1914 عامًا ثانيًا من الجفاف، والذي حول حقول القمح إلى صحارى مقفرة، في حين غرقت سكتا حديد «غراند ترانك باسيفيك» و«الشمال الكندي» العابرتان للقارات في الديون، الأمر الذي أدى إلى بطالة الآلاف من الرجال الذين ساعدوا في بناءها. كانت كندا تواجه أسوأ كساد لها منذ تسعينيات القرن التاسع عشر. أمل الكنديون في أن تتمكن القوى العظمى في أوروبا من حفظ السلام كما فعلت مرات عديدة من قبل في النزاعات السابقة. حتى ذلك الوقت لم يكن لدى بريطانيا أي سبب للانضمام إلى الخلاف الذي يتشكل في القارة، علاوة على ذلك، لم تُلزم كندا بالانضمام للحرب في حالة اندلاع الحرب بين روسيا وفرنسا وألمانيا والنمسا-المجر. لم تثر أخبار الحرب ضجة في كندا إلى أن غزت ألمانيا بلجيكا كجزء من خطة شليفن، سلّم حينها البريطانيون إنذارًا إلى كايزر فيلهلم: «إما الانسحاب من بلجيكا بحلول 4 أغسطس وإلا ستكون بريطانيا في حالة حرب مع ألمانيا».
في 29 يوليو 1914، حذرت بريطانيا مستعمراتها من اتخاذ الاحتياطات اللازمة لحالة الحرب. بدأت معظم الحروب الأخيرة بهجمات مفاجئة مثل الحرب الروسية اليابانية. قام الجنود وعدد قليل من البحارة الكنديين بحراسة تحصينات هاليفاكس، وقد جلبوا المدافع للسيطرة على نهر سانت لورانس. في فيكتوريا، وقع رئيس وزراء «كولومبيا البريطانية» ريتشارد مكبرايد شيكًا بمبلغ 1,150,000 دولار لشراء غواصتين من حوض بناء السفن في سياتل، لذا لم يكن ساحل كولومبيا البريطانية على الأقل معزولًا تمامًا. في 2 أغسطس، قامت ميليشيا مسلحة بحراسة الجسور والقنوات والأنفاق ومحطات السكك الحديدية قيد الإنشاء. وفي أوتاوا، كان العقيد سام هيوز، وزير الدفاع والميليشيا المسلحة، يحلم بقيادة الكنديين إلى الحرب، وكان يستعد لفترة طويلة لخوض الحرب ضد ألمانيا، وهو الآن قيد انتظار أوامر لندن لينفّذ التحرك الأول في الحرب، ومع غضبه الجم، أقنعه اللواء «دونالد ألكسندر ماكدونالد» بالتحلي بالصبر. في 4 أغسطس، الساعة 8:55 مساءً، جاءت الأخبار إلى كندا: «بريطانيا تخوض الحرب ضد ألمانيا»، وقد كان هيوز منتشيًا للغاية.
خاضت كندا آنذاك الحرب تلقائيًا، وذلك بسبب تبعيتها لبريطانيا في سياستها الخارجية، ولم يكن هناك العديد من المنشقين في ما يخص حالة الحرب. كانت الحرب في البداية شائعة بين الكنديين الفرنسيين، بما في ذلك هنري بوراسا، الذي بدا تاريخيًا معارضًا للإمبراطورية البريطانية. كان الزعيم الليبرالي ويلفريد لورير ينشئ «هدنة بين الأطراف» وذلك في حال كانت كندا في خطر، ما جعل هؤلاء المنشقين في التجمع الليبرالي يسكتون على مضض. عندما سألته الصحافة عما يجب أن تفعله كندا، أجاب لورير: «عندما يأتي النداء، تجب التلبية في الحال، وستكون تلبية النداء بالكلاسيكية البريطانية "جاهز، نعم، جاهز!"». قد دعا رئيس الوزراء روبرت بوردن إلى عقد اجتماع للبرلمان في 18 أغسطس، ودون انقسام في الآراء أو مناقشة تذكر، وافق النواب على إرسال فرقة للخارج تضم 25000 رجل مع تحمل كندا التكلفة الكاملة؛ تخصيص مبلغ قدره 50 مليون دولار للحرب، بالإضافة إلى تخصيص صندوق وطني كندي لدعم أسر الجنود الذين سيقاتلون في أوروبا. أمضى مجلس الوزراء عدة ساعات في محاولة لوضع تشريع طوارئ مناسب، ما أسفر عن قانون تدابير الحرب، الذي أوكل لمجلس الوزراء سلطة القيام بكل ما يراه ضروريًا من أجل أمن وسلام ورفاهية كندا.
لم تكن كندا مستعدة لحرب بهذه الحجم بأي حال من الأحوال. ولم يستطع اقتصادها تحمل أعباء الحرب لأكثر من بضعة أشهر قبل أن يتأثر بشدة، والحال ذاته بالنسبة للمشاركين الآخرين. لم يكن أحد يتوقع أن تستمر الحرب لفترة أطول من بضعة أشهر، على الرغم من ادعاء الكثيرين بأنها ستنتهي بحلول عيد الميلاد. بدأ التجنيد الجماعي للحرب في 6 أغسطس، حيث أُرسلت مئات البرقيات لعقيد الميليشيا تطالب ببدء تجنيد الرجال الذين تتراوح أعمارهم بين 18 و45 عامًا. استجابت لهذه الدعوة جحافل المهاجرين البريطانيين والعاطلين عن العمل. شكلت أونتاريو، التي تضررت بشدة جراء الكساد، ثلث المجندين، في حين كان الثلثان الآخران من مواليد بريطانيا. كان القليل من المجندين من ماريتيمز، وأكثر من ألف مجند كانوا فرنسيين. أرسلت مدن تورونتو وَوينيبيغ ومونتريال ما يكفي من الرجال لتشكيل كتيبتين. بحلول 4 سبتمبر، كان هناك 32000 رجل و8000 حصان في المخيم، وكان ذلك أكثر بكثير مما كان متوقعًا. كان هناك طلب عاجل على المعدات والزي الرسمي والأسلحة، ما أدى إلى امتداد عمل شركة «روس ريفل» لساعات إضافية، وهكذا فعلت بقية مصانع الغزل والنسيج. مع قوة قوامها 32000 فرد جاهزة بالعتاد، سرعان ما اتضح أن المغادرة من الأرصفة ستكون بمثابة كابوس. استُعين بسفن إضافية لنقل بقية الجنود. كانت الكتائب تصعد لمتن السفن لتعود فقط إذا لم تكن لائقة بشكل تام. تجاهلت الوحدات الأوامر والجداول الزمنية، ما أدى لتكدس الأرصفة التي لا تحبذ الانتظار. وعند الانتهاء من الأمر، أخلت آخر سفينة -وهي السفينة رقم 30- الميناء، تاركة 863 حصانًا، و4,512 طنًا من الأمتعة والمركبات والذخيرة، والتي وجب استدعاء سفينة أخرى لنقلها.
وقعت أولى الخسائر الكندية في الحرب قبل وصول هذه القوات إلى أوروبا. إذ أُغِرق أسطول السيد كريستوفر كرادوك في معركة كورونيل قبالة ساحل تشيلي، مخلفًا وراءه أربعة قتلى من رجال البحرية الذين أصبحوا أول القتلى الكنديين في الحرب. بحلول موعد وصول الكتيبة الأولى إلى إنجلترا في 14 أكتوبر، أصبح من الواضح تمامًا أن الحرب لن تنتهي بحلول عيد الميلاد. توقفت النجاحات الأولية السريعة التي حققتها ألمانيا في بلجيكا وفرنسا وبدأ الجانبان بالبحث في مواقفهما.
قاتل الكنديون في معارك إيبرس، وَسوم، وباشنديل، وغيرها من المعارك المهمة. قاتلوا في البداية تحت القيادة البريطانية، ولكن في النهاية تحت القيادة الكندية الموحدة. من وجهة النظر الكندية، كانت المعركة الأكثر أهمية في الحرب هي معركة فيمي ريدج عام 1917، والتي استولت القوات الكندية خلالها على هضبة ألمانية محصّنة استعصت على كل من البريطانيين والفرنسيين. ساعد النجاح في معركة فيمي، بالإضافة إلى النجاح البارع لبيلي بيشوب، في منح كندا شعورًا جديدًا بالهوية. ومع تزايد التكاليف في الداخل، قدم السير توماس وايت أول ضريبة دخل في كندا كتدبير «مؤقت». كانت أدنى شريحة 4% وأعلى شريحة 25%.
يُذكر أكثر من 620,000 رجل في الخدمة بالقتال في خنادق الجبهة الغربية؛ حيث تُوفي أكثر من 67,000 في الحرب وجُرح نحو 173,000 آخرين. ولا يشمل هذا المجموع 2000 حالة وفاة و9000 حالة إصابة في ديسمبر 1917 عندما انفجرت سفينة الذخيرة في هاليفاكس.